# 红十月镇 (马里埃尔共和国)
红十月镇（羅馬化：Krasnooktyabrʹskiy）是俄罗斯马里埃尔共和国的市级镇，属梅德韦杰沃区，地处马里埃尔共和国北部，在区行政中心梅德韦杰沃及共和国首府约什卡尔奥拉西北方。镇内设有铁路车站诺利卡（Нолька）站。
该地2021年人口有4,204人；2010年人口4,559；2002年人口4,307；1989年人口4,479。